# Duits amateurkampioenschap golf
Het  Duits Internationaal amateurkampioenschap (officieel: German International Amateur Championship) wordt jaarlijks gespeeld. In 2013 vond de 75ste editie plaats.
De spelers moeten lid zijn van een erkende golfclub in Duitsland of elders, en moeten een maximale handicap hebben van 1.9. Als er meer dan 120 inschrijvingen zijn, dan vallen de spelers met de hoogste handicap af. Na twee ronden is een cut, waarna alleen de beste zestig spelers en ties de laatste twee ronden mogen spelen.

## Winnaars
| - 1956: Guy Wolstenholme - 1991: Thomas Himmel - 1992: Thomas Himmel - 1993: Thomas Himmel - 1995: Markus Brier - 1996: Geoff Ogilvy | - 2002: Claudio Consul - 2003: Max Kramer - 2005: Christian Schnuck - 2006: Christian Schnuck op GC Seddiner See - 2007: Xavier Feyaerts - 2008: Sean Einhaus | - 2009: Michael Thannhäuser op Gut Kaden - 2010: Philipp Westermann op Gut Kaden - 2011: Daan Huizing op GC Neuhof - 2012: Moritz Lampert op Green Eagle - 2013: Maximilian Rottluff op GC Neuhof - 2014: Yannik Paul op GC Hamburg Wendlohe - 2015: Robbie van West op GC Neuhof |

## Trivia
- Thomas C. Himmel bleef amateur en is sinds 1992 golfbaanarchitect. Hij had in 2012 al 60 banen op zijn naam staan.[1]
- Christian Schnuck was in 2010 captain van het Duitse team dat het WK speelde.[2]
- Claudio Consul won op de Golf Club Villa d'Este ook het Italiaans Amateur (2004), waarbij hij Wouter de Vries in de finale versloeg met 1up.
- Yannik Paul en zijn tweelingbroer Jeremy studeerden aan de Universiteit van Colorado. Yannik maakte dit toernooi 2 eagles en 27 birdies voor een totaal van 270 (-18), Jeremy miste de cut.